# Saxvattentjärnen, Jämtland
Saxvattentjärnen är en sjö i Strömsunds kommun i Jämtland och ingår i Ångermanälvens huvudavrinningsområde. Sjön har en area på 0,0681 kvadratkilometer och ligger 534 meter över havet.

## Delavrinningsområde
Saxvattentjärnen ingår i det delavrinningsområde (717400-146945) som SMHI kallar för Utloppet av Saxvattnet. Medelhöjden är 581 meter över havet och ytan är 18,74 kvadratkilometer. Räknas de 9 avrinningsområdena uppströms in blir den ackumulerade arean 42,83 kvadratkilometer. Lillån som avvattnar avrinningsområdet har biflödesordning 3, vilket innebär att vattnet flödar genom totalt 3 vattendrag innan det når havet efter 271 kilometer. Avrinningsområdet består mestadels av skog (69 procent) och sankmarker (16 procent). Avrinningsområdet har 2,89 kvadratkilometer vattenytor vilket ger det en sjöprocent på 15,4 procent.